# Kenyacus trechoides
Kenyacus trechoides (лат.) — вид жужелиц рода Kenyacus из подсемейства Harpalinae. Название происходит от латинского имени рода Trechus, представители которого несколько похожи на этот и многие другие виды Kenyacus.

## Распространение
Тропическая Африка: Уганда (Western Region, Kasese District, Rwenzori Mts. National Park).

## Описание
Бескрылые жуки мелких размеров, в длину около 4 мм, ширина 1,7 мм. Отличаются по комбинации следующих отличительных признаков: тело коричневое, дорсальная поверхность слегка блестящая, четыре базальных брюшных стернита буроватые; основание мандибул, верхняя губа, наличник, боковые края переднеспинки и надкрылий, а также швы надкрылий немного бледнее; щупики, усики и ноги коричневато-жёлтые. Ментум без срединного зуба, лигулярный склерит с четырьмя преапикальными щетинками, надглазничная пора расположена далеко от надглазничной борозды, метепистерна короткая. Голова большая, с широкой шеей.

## Таксономия
Вид был впервые описан в 2019 году российским энтомологом Борисом Михайловичем Катаевым (Зоологический институт РАН, Санкт-Петербург) по материалам из Африки.